# Meriden (Connecticut)
Meriden ist eine Stadt im New Haven County im US-amerikanischen Bundesstaat Connecticut mit 60.850 Einwohnern (Stand: 2020).
Meriden liegt verkehrsgünstig an den Nord-Süd und Ost-West verlaufenden Interstates 91 und 691 und zwischen den Städten New Haven und Hartford, jeweils etwa 30 km entfernt. Meriden liegt auch am Quinnipiac River, der wenige Kilometer entfernt in den großen Connecticut River mündet und somit Zugang zur größten Wasserstraße des Staates bietet.

## Geschichte
1661 erhielt Jonathan Gilbert die Genehmigung und das Land zum Aufbau einer Farm in der Nähe von Cold Spring, aus der später die Stadt Meriden wurde. Im 17. und 18. Jahrhundert blieb die kleine Gemeinde eine lockere Ansammlung von Hütten, die nur von Durchreisenden ab und an genutzt wurde. Dabei hauptsächlich die 1771 von Solomon Goffe erbaute und noch heute als Museum vorhandene Belcher Tavern (Belcher Taverne oder Wirtshaus).
1724 hatten sich etwa 35 Familien dafür starkgemacht, dass man ein eigenes Gebäude für gemeinsame Treffen und den Gottesdienst brauche, da der Weg von den verstreut liegenden Farmen zu weit war. Dieser Platz befindet sich heute an der Ecke Ann Street/Dryden Drive. 1806 wurde der Pfarrbezirk Meriden anerkannt. 1839 kam die Eisenbahn und man verlagerte die Gemeinde Richtung Pilgrim Harbor, dem heutigen Stadtzentrum. Um 1920 wurde der Flughafen gebaut. Das erste Stadthaus wurde 1860 erbaut und brannte 1904 ab. Abraham Lincoln hat auf den Stufen des Stadthauses eine seiner Reden gehalten.

## Schulen
- John Barry Elementary School
- Benjamin Franklin Elementary School
- Nathan Hale Elementary School
- Hanover Elementary School
- Thomas Hooker Elementary School
- Casimir Pulaski Elementary School
- Israel Putnam Elementary School
- Roger Sherman Elementary School
- Lincoln Middle School
- Washington Middle School
- Maloney High School
- Platt High School

## Weiterführende Bildungseinrichtungen
Die Einwohner von Meriden können binnen 30 Minuten folgende Institutionen erreichen:
- Yale University
- Wesleyan University
- Trinity College
- Rensselaer Polytechnic Institute
- University of New Haven
- University of Hartford
- Central Connecticut State University
- Southern Connecticut State College
- Albertus Magnus College
- St. Joseph College

## Söhne und Töchter der Stadt
- Francis T. Maloney (1894–1945), US-Senator für Connecticut
- George P. Murdock (1897–1985), Ethnologe und Anthropologe
- Rosa Ponselle (1897–1981), Opernsängerin
- John A. Danaher (1899–1990), US-Senator für Connecticut
- Anthony Manfreda (1904–1988), American-Football-Spieler
- George Sklar (1908–1988), US-amerikanischer Buchautor, Dramatiker und gelegentlicher Drehbuchautor
- Muriel Engelman (1921–2022), Krankenschwester, öffentliche Sprecherin und amerikanische Militärveteranin
- Michael Flynn (* 1947), Schauspieler, Filmproduzent und Filmregisseur
- Rob Hyman (* 1950), Musiker (The Hooters)
- David Pekoske (* 1955), Regierungsbeamter und ehemaliger Vizeadmiral der U.S. Coast Guard
- James Surowiecki (* 1967), Journalist und Autor, bekannt durch Die Weisheit der Vielen
- Brian Charette (* 1972), Jazzmusiker
- Miguel Cardona (* 1975), designierter US-Bildungsminister
- Frank Wuterich (* 1980), Unteroffizier des United States Marine Corps